# Elizabeth Mary Palmer
Elizabeth Mary Palmer, född 1832, död 1897, var en nyzeeländsk sångare och kompositör. Hon var en uppskattad musiklärare och konsertvokalist och utgav också en komposition, Twas only a dream (1884).